# Igreja Evangélica Valdense do Rio da Prata
A Igreja Evangélica Valdense do Rio da Prata (em espanhol: Iglesia evangélica valdense del Río de la Plata ou IEVRP) é uma denominação valdense presente no Uruguai e Argentina, fundada em 1858, por imigrantes italianos, anteriormente vinculados à Igreja Evangélica Valdense.
A denominação é conhecida pelo seu ecumenismo e por apoiar o casamento entre pessoas do mesmo sexo.

## História

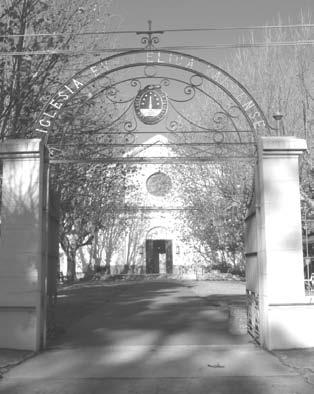
Igreja Valdense em Colônia Valdense.

Em 1852, Juan Pedro Planchón foi o primeiro valdense presente na Bacia do Rio da Prata. Ele foi enviado à América do Sul com a tarefa de verificar a possibilidade de promover o assentamento de famílias valdenses dos Vales Valdenses no Uruguai ou na Argentina. Após seu relatório favorável, em janeiro de 1857 chegou a Montevidéu o primeiro contingente de famílias valdenses, que foram imediatamente transferidas para a Flórida no Uruguai. Alguns meses depois, em setembro do mesmo ano, chegaria o segundo contingente; o terceiro contingente chegaria em janeiro do ano seguinte.
Rapidamente os imigrantes perceberam que as condições para sua integração pacífica não estavam dadas na Flórida e, em julho de 1858, assinaram o contrato para colonizar o que hoje é La Paz e Colônia Valdense, no departamento de Colônia.
Alguns anos depois, em 1860, parte dos imigrantes se mudou para a Argentina, para a cidade de San Carlos Centro, na província de Santa Fé, cidade fundada alguns anos antes por imigrantes suíços. Dez anos depois chegaram a El Sombrerito, província de Santa Fe e Rosario del Tala, na província de Entre Ríos. Algumas das comunidades formadas por imigrantes valdenses na Argentina passarão a ser atendidas, do ponto de vista espiritual, pela Igreja Metodista.
No Uruguai, a partir do assentamento inicial em La Paz e Colônia Valdense , grupos organizados foram progressivamente criados nos departamentos de Soriano, Rio Negro e Paysandú, na região oeste do país, e no departamento de Rocha, no leste.
O fluxo de imigrantes valdenses se manteve ao longo do tempo, com picos no fluxo de imigrantes sendo observados nos anos seguintes às duas guerras mundiais.

## Relações Inter-Eclesiásticas
A igreja é membro da Comunhão Mundial das Igrejas Reformadas.. Além disso, a denominação está intimamente relacionada à Igreja Evangélica Valdense, com a qual realiza reuniões sobre assuntos teológicos.

## Doutrina
A igreja subscreve o Credo dos Apóstolos e o Credo Niceno. Além disso, a denominação subscreve a Confissão de Fé Valdense, elaborada em 1655.
A denominação apoia a ordenação de mulheres e o casamento entre pessoas do mesmo sexo.